# Debra Sapenter
Debra Sapenter, född den 22 februari 1952 i Prairie View, Texas, är en amerikansk friidrottare inom kortdistanslöpning.
Han tog OS-silver på 4 x 400 meter vid friidrottstävlingarna 1976 i Montréal. 